# Jardin Raymond-VI
Le jardin Raymond-VI est un jardin public situé à Toulouse dans le quartier Saint-Cyprien, le long de l'hôpital de la Grave. 

## Histoire
Il a été créé en 1998, à la suite de la destruction des anciens abattoirs et de la transformation de la halle Urbain Vitry en musée d'art moderne, Les Abattoirs. Le jardin doit son nom à Raymond VI, comte de Toulouse, qui a franchi la Garonne au niveau de l'emplacement du jardin en 1217 à son retour d'exil.

## Description et composition
Le jardin a une superficie de deux hectares et demi et possède des magnolias, érables, charmes, tilleuls, palmiers, glycines, lierres et un olivier. Il accueille aussi un belvédère ainsi qu'une œuvre de Daniel Coulet, l'Arche.

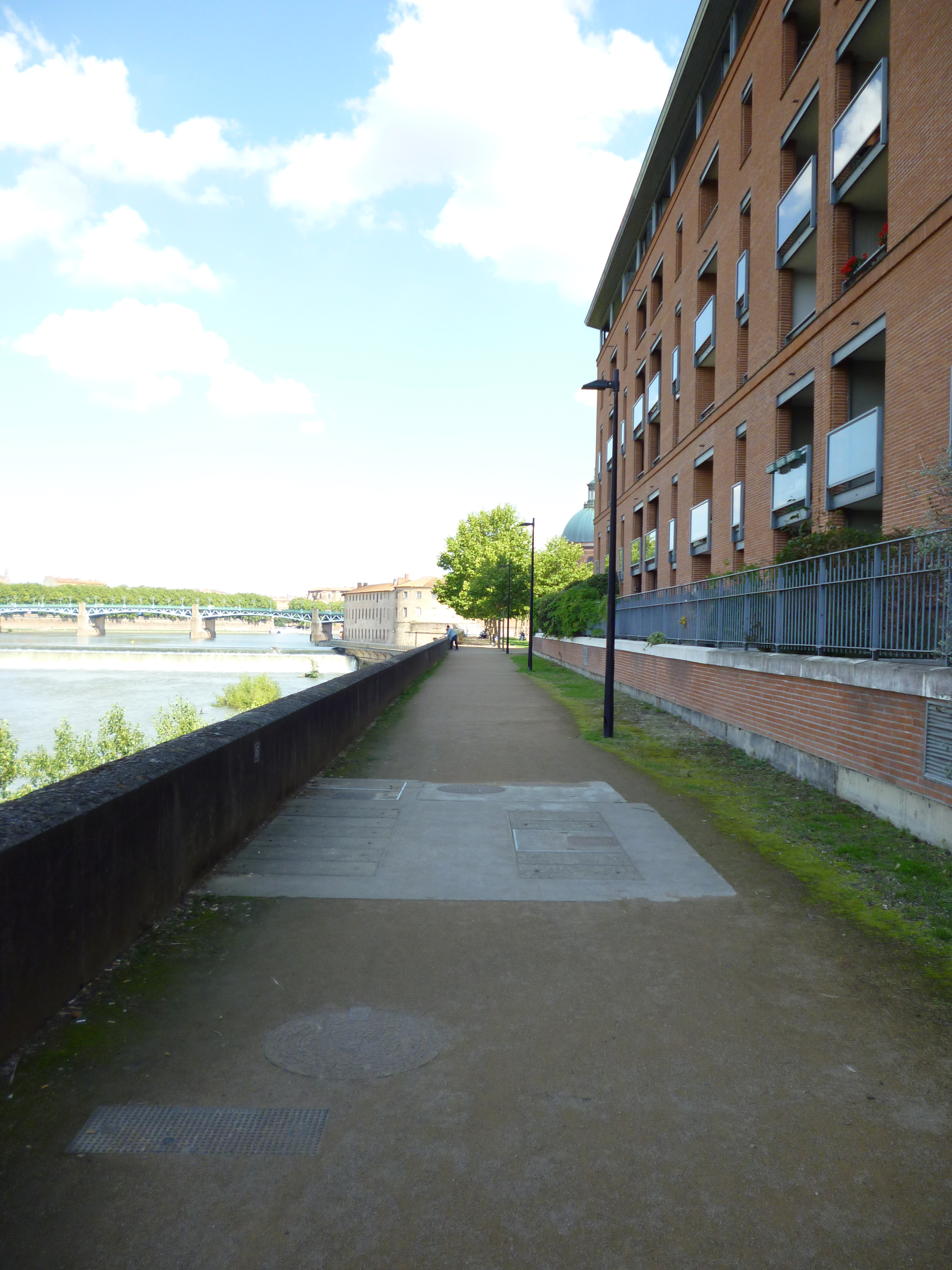
Accès le long de la Garonne depuis le pont des Catalans

Une partie du jardin est consacrée aux plantes sauvages et à leur utilisation, telles que le mélilot, l'hysope, la catananche, la tamier, la carline, la cardère ou le pastel.

## Voir aussi

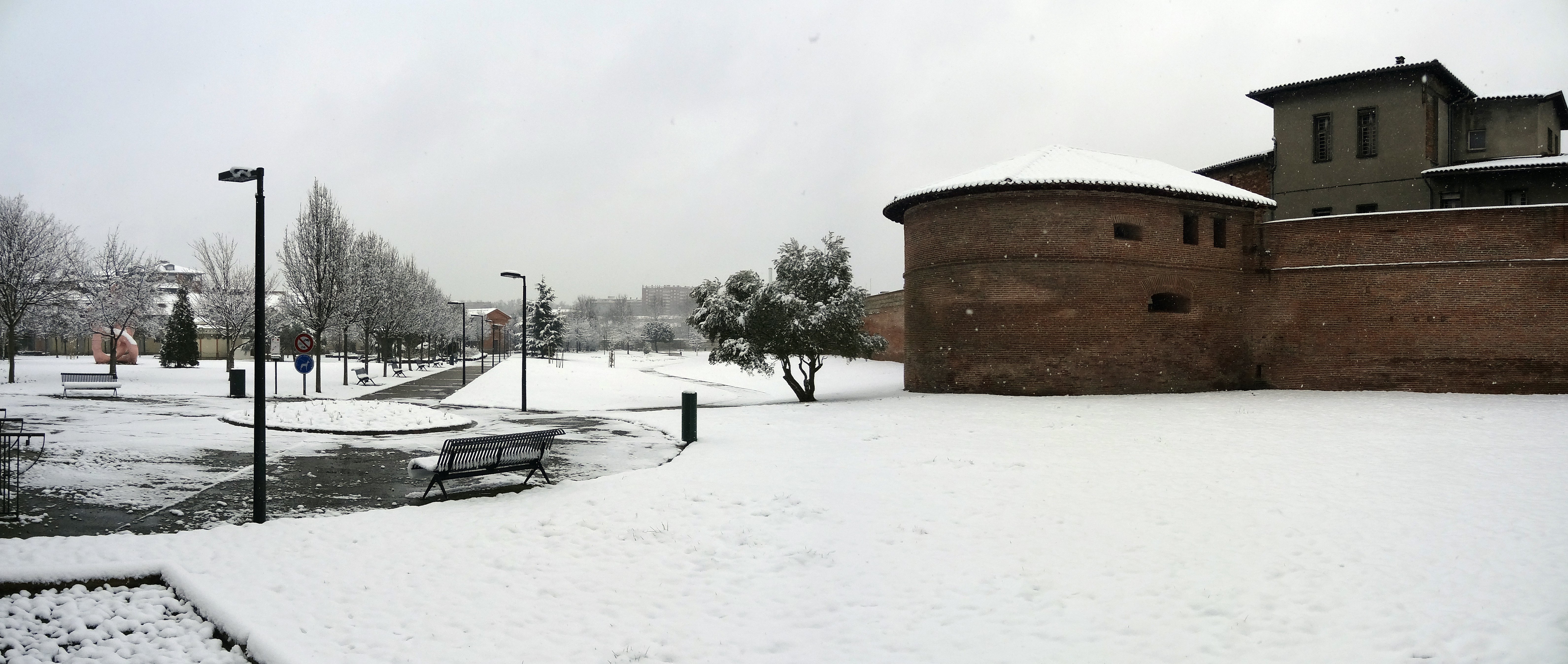
Jardin enneigé (février 2013)